# Batolite di Ljusdal
Il batolite di Ljusdal è costituito da un gruppo di plutoni che si sono formati nella Svezia centrale durante l'orogenesi svecofennide. Il batolite si estende in direzione nordovest-sudest su una superficie di circa 130x100 km, che copre gran parte della provincia storica di Hälsingland.
La composizione del batolite di Ljusdal è costituita per lo più da granitoidi, con minori quantità di intrusioni femiche.
I plutoni del batolite si sono cristallizzati dal magma lungo un margine convergente tra 1860 e 1840 milioni di anni fa, nel corso del Paleoproterozoico.